# Goroti Kumrenhtx
Goroti Kumrenhtx, jedna od tri velike skupine brazilskih Kayapo Indijanaca iz 19. stoljeća nastala raspadom starog plemena Pau d'Arco s istoimene rijeke u dolini Araguaie. Njihova populacija tada je iznosila oko 3.000, a kasnije su se podijelili na dvije glavne grupe: a) Gorotire s plemenima Gorotire, Kuben-Kran-Krên, Kôkraimôrô i Kararaô; b) druga velika grupa bili su Mekrãgnoti s plemenima Mekrãgnoti i Metyktire.
Preci današnjih Gorotira (Goroti Kumrenhtx) od Pau d'Arcoa se odvajau u drugoj polovici 19. stoljeća migrirajući u pravcu rijeka Xingu i Fresco gdje su se nastanili. Oni što su ostali uz rijeku Araguaju, pravi Pau d'Arco stupili su u kontakt s dominikanskim misionarima koji su osnovali grad Conçeição do Araguaia, potukle razne epidemije. Antropolog Curt Nimuendajú zabilježio je da ih je 1946 preostalo svega 6.